# Taux d'amortissement (physique)
« Taux d'amortissement » redirige ici. Pour les autres significations, voir Amortissement.
 (décembre 2015).
Si vous disposez d'ouvrages ou d'articles de référence ou si vous connaissez des sites web de qualité traitant du thème abordé ici, merci de compléter l'article en donnant les références utiles à sa vérifiabilité et en les liant à la section « Notes et références ».
En physique, le taux d'amortissement (damping ratio) est une grandeur sans dimension caractérisant l'évolution et la décroissance au cours du temps des oscillations d'un système physique. Il prend en compte notamment l'effet des frottements et la nature des matériaux (systèmes mécaniques) ou, plus généralement, les déperditions d'énergie. Il dépend éventuellement de la température. Le taux d'amortissement permet notamment de déterminer complètement la nature du régime transitoire du système.

## Cas de l'oscillateur harmonique amorti

Différents régimes de retour à l'équilibre en fonction de la valeur du taux d'amortissement ζ. Les régimes apériodique (ζ>1), critique (ζ=1), pseudo-périodique (ζ<1) et harmonique (ζ=0). La courbe représente les oscillations (x(t)) relatives à la position de départ (x(0)) d'un oscillateur mécanique à une dimension sans vitesse initiale. ω_{0} est la pulsation propre du système.

Pour un oscillateur harmonique amorti, constitué d'une masse m, amorti par frottement fluide de coefficient c et soumis à une force de rappel élastique de constante de raideur k, l'équation différentielle modélisant le comportement de l'oscillateur est :
{\displaystyle m{\frac {{\textrm {d}}^{2}x}{{\textrm {d}}t^{2}}}+c{\frac {{\textrm {d}}x}{{\textrm {d}}t}}+kx=0}.
Il est possible de réécrire cette équation sous la forme canonique :
{\displaystyle {\frac {{\textrm {d}}^{2}x}{{\textrm {d}}t^{2}}}+2\zeta \omega _{0}{\frac {{\textrm {d}}x}{{\textrm {d}}t}}+\omega _{0}^{2}x=0},
où {\displaystyle \omega _{0}={\sqrt {\frac {k}{m}}}} est la pulsation propre de l'oscillateur harmonique et {\displaystyle \zeta ={\frac {c}{2{\sqrt {km}}}}} est le taux d'amortissement.
On résout le polynôme caractéristique associé :
{\displaystyle \omega ^{2}+2\zeta \omega _{0}\omega +\omega _{0}^{2}=0}.
D'où {\displaystyle \omega =\omega _{0}\left(-\zeta \pm {\sqrt {\zeta ^{2}-1}}\right)}.
Différents régimes
Périodiquesi ω est purement imaginaire, la solution est une sinusoïde de la forme {\displaystyle e^{\pm j\omega _{0}t}}. Ceci correspond au cas d'un oscillateur harmonique. Il apparaît pour le cas limite {\displaystyle \zeta =0}.
Pseudo-périodiquesi ω est complexe, la solution est le produit d'une exponentielle décroissante et d'une sinusoïde de la forme {\displaystyle e^{\omega _{0}(-\zeta \pm j{\sqrt {1-\zeta ^{2}}})t}}. Ce phénomène apparaît pour {\displaystyle \zeta <1}.
Apériodique critiquec'est la frontière entre le régime pseudo-périodique et le régime apériodique. C'est souvent la solution optimale à un problème d'oscillations amorties. Il apparaît pour le cas limite {\displaystyle \zeta =1}.
Apériodiquesi ω est réelle, la solution est simplement une exponentielle décroissante sans oscillation. Il apparaît pour le cas {\displaystyle \zeta >1}.

## Réalisation analogique
La forme canonique de l'équation différentielle du paragraphe précédent peut se reformuler comme suit ... :
{\displaystyle {\frac {d^{2}x}{dt^{2}}}=-\left(2\zeta \omega _{0}{\frac {dx}{dt}}+\omega _{0}^{2}x\right)}
Ce qui permet d'en déduire un schéma-bloc basé sur les opérateurs élémentaires que sont l'intégrateur, le sommateur et le gain (à gauche ci-dessous).
Dans le cas particulier où le coefficient d'amortissement est nul, le schéma se simplifie en deux intégrateurs interconnectés en anneau (la sortie de l'un est connectée à l'entrée de l'autre), avec un gain de boucle égal au carré de la pulsation propre (au centre ci-dessous).
Cette topologie est exploitée dans la conception d'oscillateurs électroniques analogiques (à droite ci-dessous) ou numériques.

Différents types d'oscillateurs
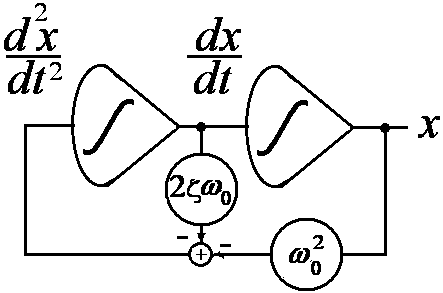
Oscillateur amorti à variables d'état
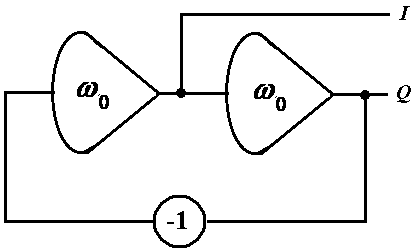
Oscillateur en quadrature (In phase, in Quadrature)
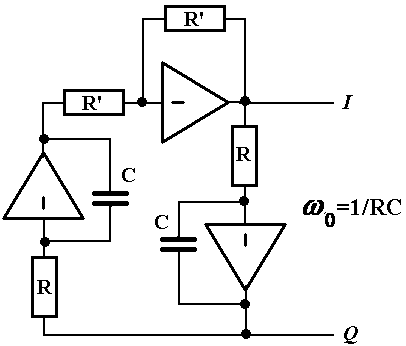
Réalisation électronique d'un oscillateur en quadrature

Exemple de produit commercial : le filtre actif universel UAF42.

## Relation avec le facteur de qualité
Le facteur de qualité de l'oscillateur linéaire harmonique amorti à un degré de liberté décrit ci-dessus étant défini par :
{\displaystyle Q={\frac {\sqrt {k\,m}}{c}}}
on en déduit immédiatement une relation liant le taux d'amortissement au facteur de qualité :
{\displaystyle Q={\frac {1}{2\,\zeta }}}.